# Західний Цаво
Західний Цаво (англ. Tsavo West National Park) — один з найстаріших і найбільших національних парків у Кенії. Розташований на південному сході Кенії, на північний захід від річки Галани, автомобільної дороги Найробі — Момбаса і залізниці, на кордоны з Танзанією на південному заході. До північно-східного кордону примикає національний парк Східний Цаво. Національний парк Цаво розташований в басейнах річок Галани та Цаво, заснований в квітні 1948 року, в Східній і Прибережній провінціях, в 1949 році розділений на Східний і Західний Цаво з адміністративною метою. Західний Цаво займає площу 9065 км². Разом із Східним Цаво утворює один з найбільших національних парків у світі, який займає площу близько 4 % всієї території країни. Керується Службою охорони дикої природи Кенії. На півдні межує з національним парком Мкомазі, що у Танзанії.
Ландшафт Західного Цаво — вулканічний (потоки застиглої лави, вулканічні конуси), представлений напівпустельним плато (висотою від 300 до 2500 м). Рослинність — деревна савана.

## Фауна
Парк є резерватом тварин. Тваринний світ заповідника дуже різноманітний. Тут мешкають: саванні слони, масайські жирафи, гієни плямисті та смугасті, чорні носороги, звичайні бегемоти, зебри, леопарди, гепарди, Африканські дикі собаки, леви, африканські буйволи, орікс бейза, гну, імпала, куду та інші види антилоп й інші тварини. Також на території парку мешкають понад 450 видів птахів. 

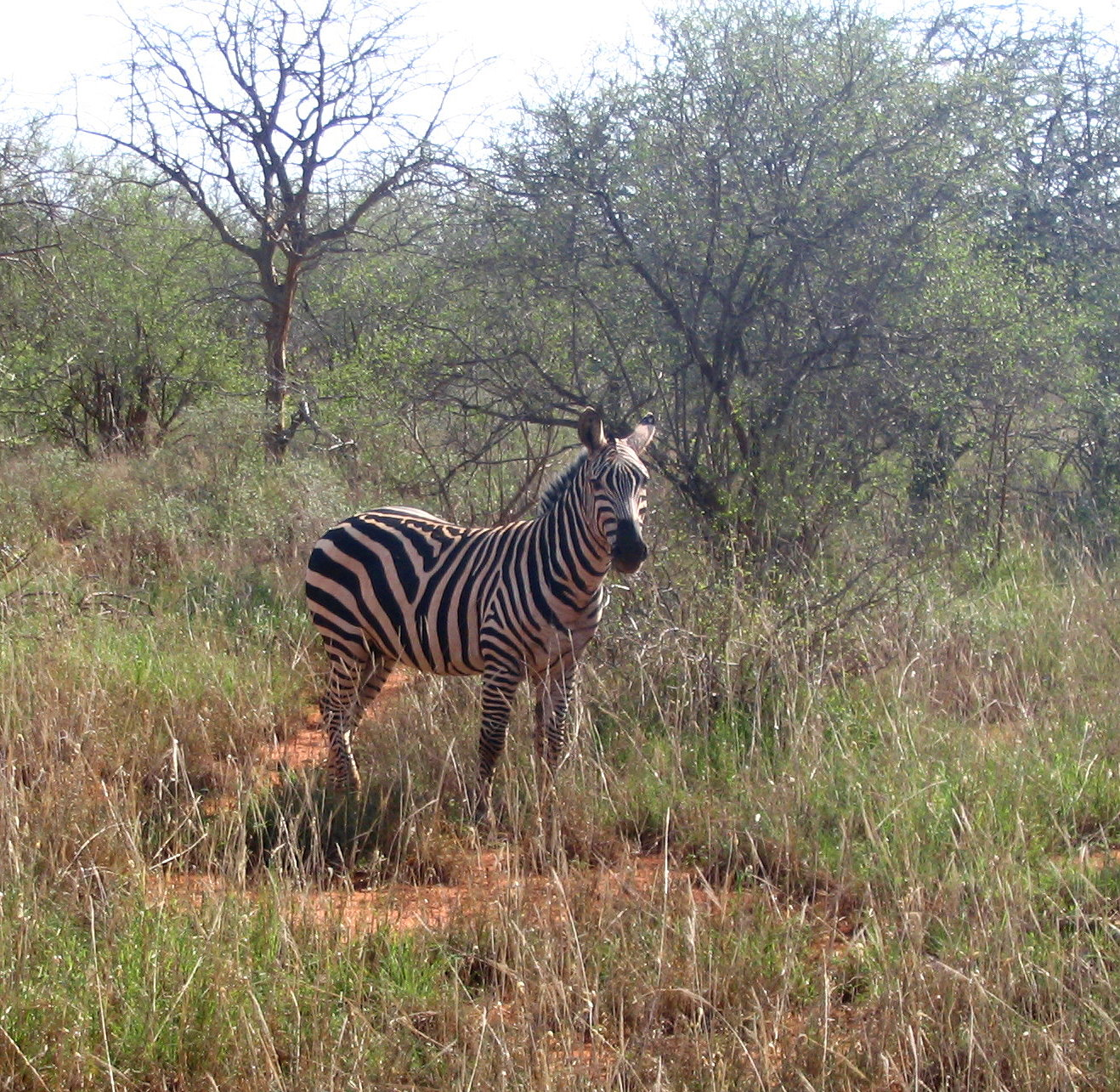
Зебра Гранта
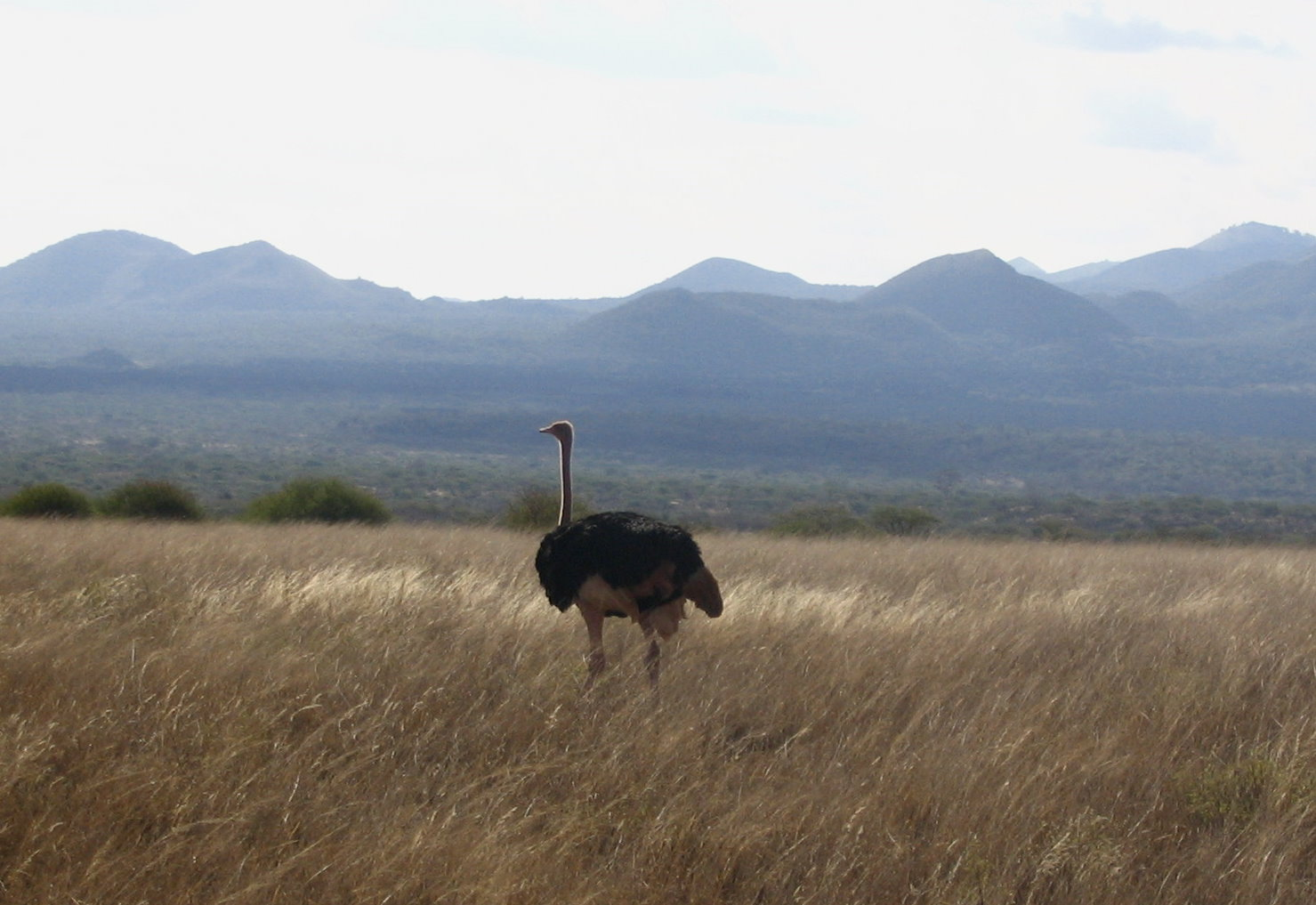
Страус
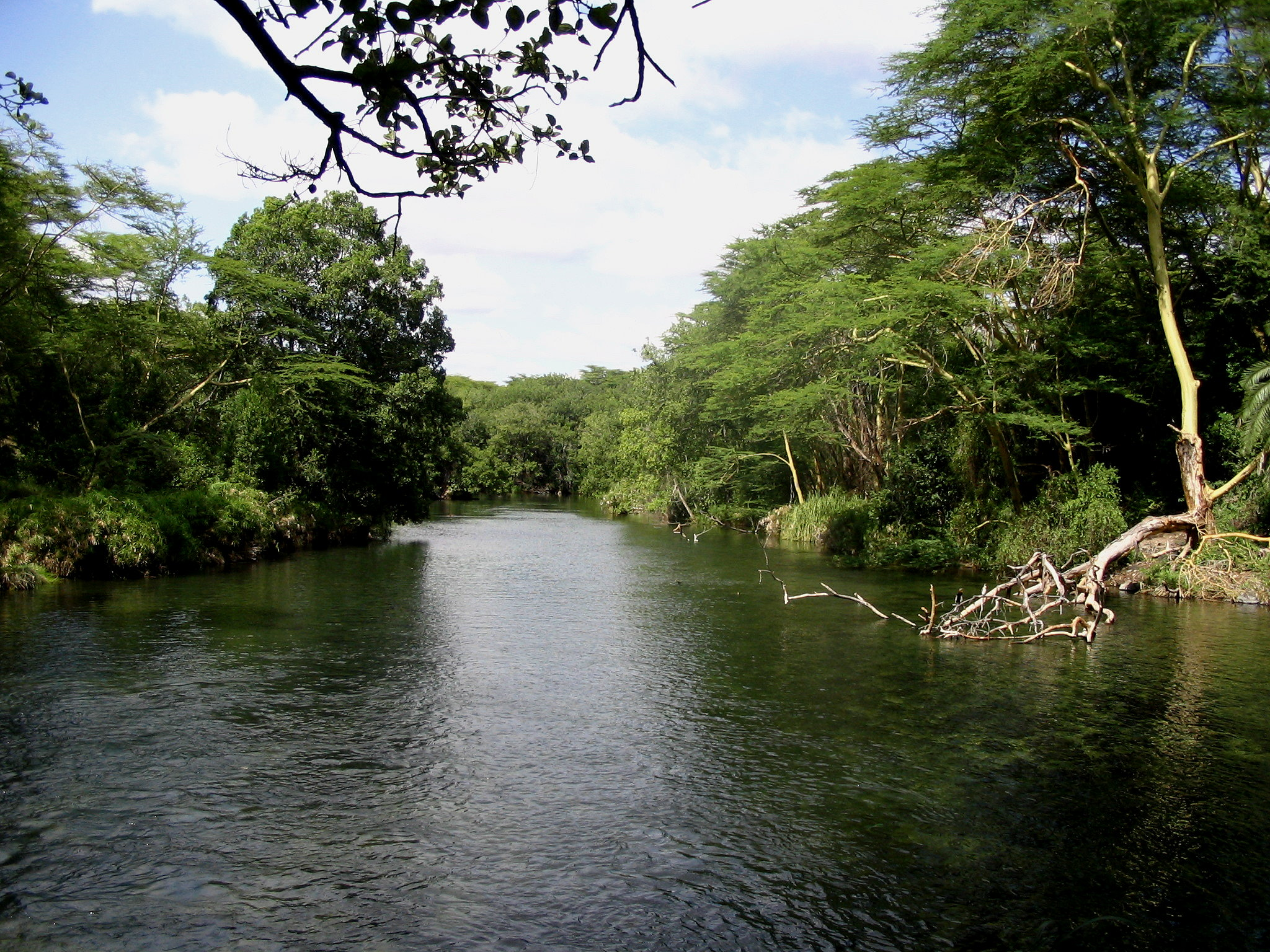
Річка Цаво